# Moulin à discipline

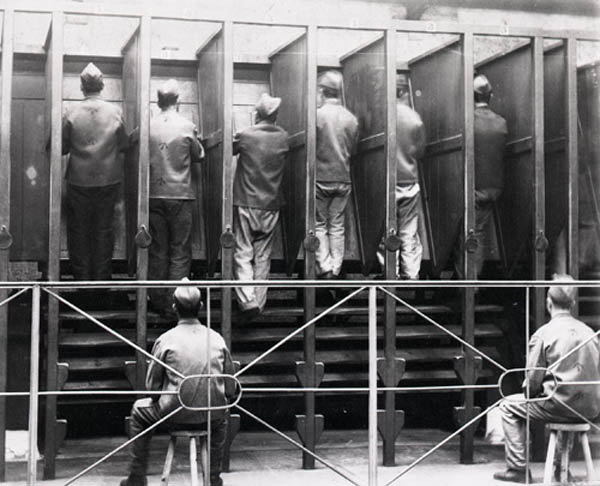
Moulin à discipline dans la prison de Pentonville en 1895.

Un moulin à discipline, moulin de roulement ou moulin à pied, était un moulin pourvu de marches encastrées entre deux roues de fonte, mues par des jambes humaines. Il était comme méthode de travail forcé, une forme de peine infligée dans le jugement du prisonnier. 
Ces roues actionnaient un arbre dont le mouvement pouvait servir à moudre du grain, pomper de l'eau ou animer un grand ventilateur pour opposer une résistance. Toutefois, le but n’a jamais été d’être productifs et de moudre beaucoup de grain, mais juste de punir les détenus en les astreignant à un travail particulièrement pénible, et de les casser moralement et physiquement pour qu’ils restent soumis à l’autorité.

Dès 1818, les Britanniques équipent de cette machine leurs plus grandes prisons, au pays ou dans leurs colonies. Les Américains les imitent en installant leur premier moulin dans une prison de New York en 1822.

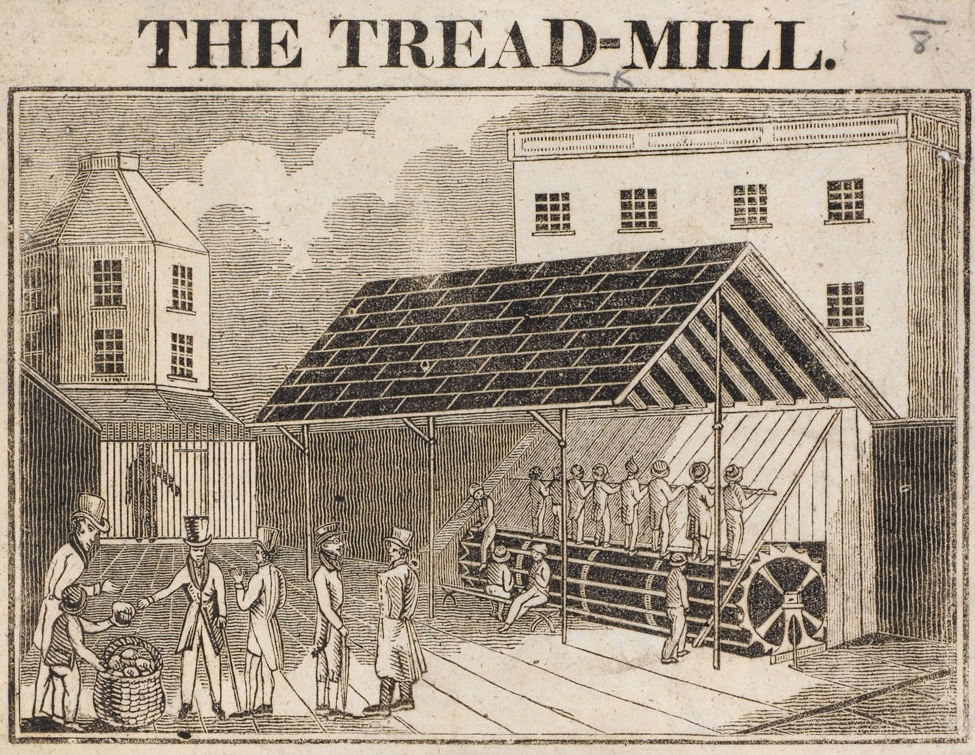
Moulin à discipline dans la Brixton Prison de Londres dessiné par William Cubitt, c. 1817.
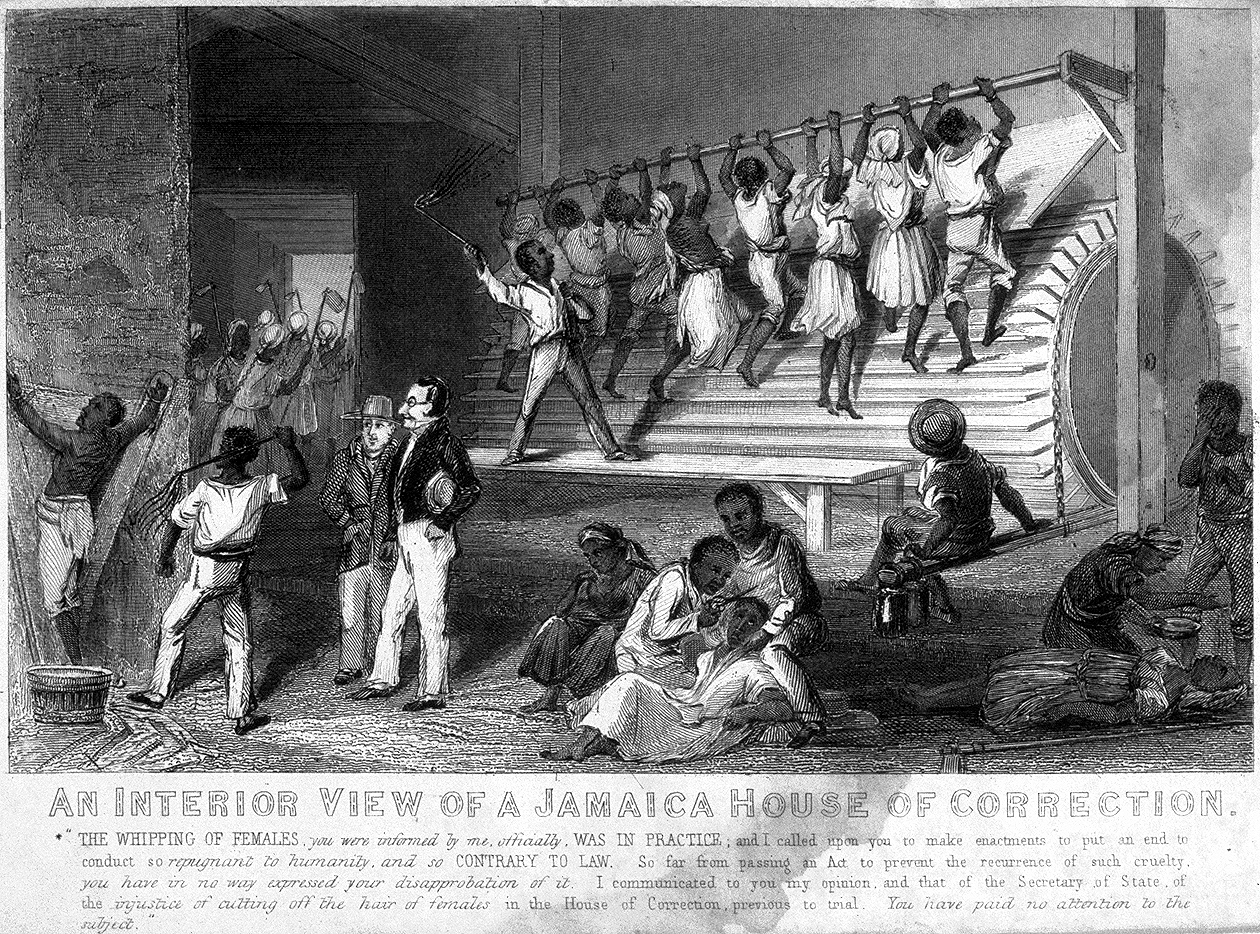
Moulin de discipline dans une prison de Jamaïque (1837).